# Józef Elsner
Józef (Joseph) Elsner, né le 1er juin 1769 à Grodków (alors Grottkau en Silésie), mort le 18 avril 1854 à Varsovie, est un compositeur, théoricien et pédagogue polonais.

## Biographie
Il naît dans une famille catholique de Silésie, province passée en 1742 de la souveraineté autrichienne à celle de la Prusse. Il fait ses études secondaires à Breslau (actuelle Wrocław) et devient musicien, d'abord à Brünn (Brno, alors dans l'empire d'Autriche), puis, en 1792, à Lemberg (actuelle Lviv). En 1799, il s'installe à Varsovie, devenue le chef-lieu de la province de Prusse-Méridionale, formée à la suite du troisième partage de la Pologne (1795). Il travaille aux côtés de Wojciech Bogusławski dans le cadre du Théâtre national polonais, où seront créés ses opéras. 
Contrairement à d'autres immigrés prussiens, comme E.T.A. Hoffmann, avec qui il a aussi collaboré, il ne quitte pas le pays lorsque Napoléon établit le duché de Varsovie (1807), ni lorsqu'est formé un nouveau royaume de Pologne dévolu au tsar de Russie (1815, congrès de Vienne). 
En 1810, Bogusławski crée une École de musique dont, en 1821, Elsner fait le Conservatoire de Varsovie, intégré à l'université de Varsovie, fondée en 1816. De 1826 à 1829, il compte parmi ses étudiants Frédéric Chopin, à qui il donne des leçons particulières de piano depuis 1823 ; dans son rapport de fin d'année 1828-1829, il le qualifie de « génie musical », augurant ainsi la carrière exceptionnelle du jeune musicien. Elsner et Chopin sont par la suite amis et entretiennent une correspondance après le départ du second à l'étranger.
En 1831, à la suite de l'échec de l'insurrection polonaise de 1830-1831, l'Institut de musique est dissout en même temps que l'université de Varsovie (il sera rétabli seulement en 1861).

## Œuvres principales
Les œuvres d'Elsner sont plus ou moins tombées dans l'oubli. Parmi une quarantaine d'œuvres scéniques, il faut compter des opéras exaltant l'histoire de rois polonais. Il fut également l'auteur d'œuvres religieuses comme La Passion de Jésus-Christ ou le triomphe de l’Évangile. Il était lui-même de confession évangélique.
- 32 opéras, dont 
  - Leszek Biały 
  - Król Łokietek
- 8 symphonies
  - ut majeur (1788-1789)
  - mi-bémol majeur (1788-89)
  - ré majeur (1796)
  - mi-bémol majeur (1797)
  - ré majeur (1802)
  - ut majeur op. 11 (1804-1805)
  - si-bémol majeur op. 17 (vers 1818)
  - ré majeur (vers 1818)
- Polonaises avec Orchestre
- 1 septuor
- 1 quintette à cordes
- 11 quatuors à cordes
- 2 quatuors avec piano
- sonates pour piano
- 1 Passion
- Messes
- Requiem